# ジェシー・ノーマン

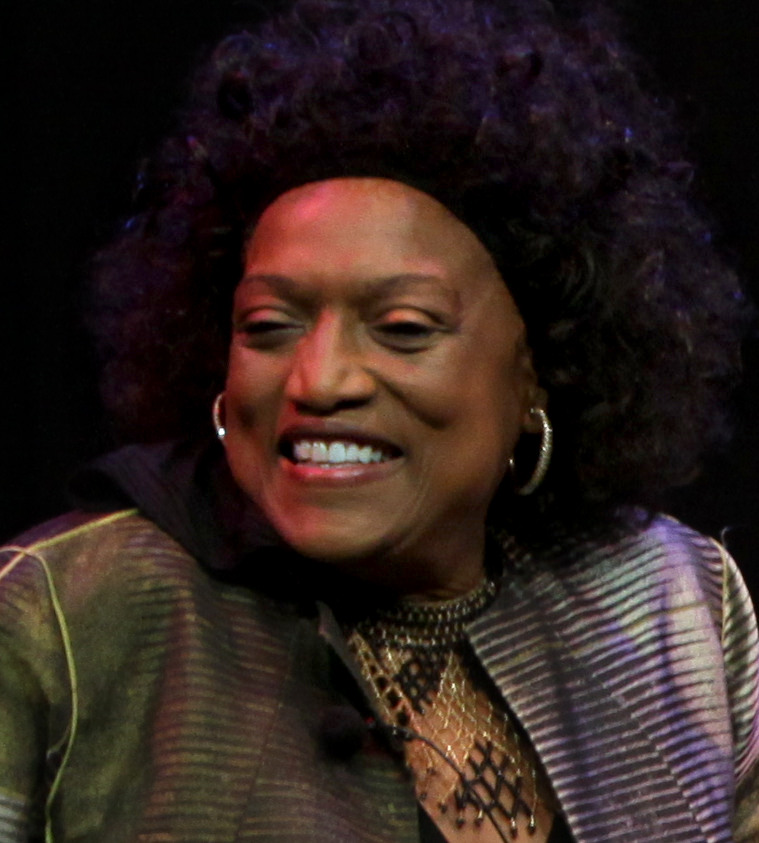
ジェシー・ノーマン

ジェシー・ノーマン（Jessye Norman, 1945年9月15日 - 2019年9月30日）は、アメリカ合衆国のソプラノ歌手。

## 概要
オペラ歌手としてもソリストとしても世界的に著名であり、またクラシック音楽界きっての稼ぎ頭のひとりである。ソプラノ・ドラマティコの声質と圧倒的な声量を持ち、アイーダやカッサンドル、アルチェステ、レオノーラなどの厳粛な役柄を得意としている。

## 概歴
ジョージア州オーガスタの出身。両親は揃って音楽愛好家で、ピアノを得意とする母親と、地元の教会で聖歌隊員をつとめた父親との間に生まれた。4歳の時から教会で歌っていた。ハイスクールまでを地元オーガスタで過ごした後、奨学金を得てハワード大学に進学し、キャロライン・グラントに師事。同校を卒業後、ミシガン大学に進んで1968年に修士号を取得。翌1969年にミュンヘンARD国際音楽コンクールの覇者となり、ベルリン国立歌劇場にてリヒャルト・ワーグナーの《タンホイザー》のエリザベート役により、オペラ歌手としてデビューを果たし、「歴史的なソプラノ」との高い評価を受けた。1971年、フィレンツェ5月音楽祭に初出演。1972年にはミラノ・スカラ座とコベント・ガーデン王立歌劇場で「アイーダ」でデビュー、エディンバラ音楽祭に初出演。その後もドイツやイタリアのさまざまな歌劇場に出演を重ねた。1973年に帰国し、リンカーン・センターにおいて母国での公式なデビューを果たす。メトロポリタン歌劇場には、1983年に同歌劇場の創立100周年を記念して行われた定期公演のうち、ベルリオーズの《トロイ人》の上演によって初出演を果たした。
1990年代初頭から、ニューヨーク州クロトン・オン・ハドソンに移り住み、テレビタレントのアレン・ファントから購入した、「ホワイト・ゲーツ」と呼ばれる人里離れた屋敷で暮らしていた。
2019年9月30日、脊髄損傷の合併症による敗血症性ショックと多臓器不全のため死去。2015年に脊髄を損傷していた。74歳没。

## 活動状況
しばしば公的な行事や祝典に呼ばれて歌唱を披露しており、1985年のロナルド・レーガンとならびに1997年のビル・クリントン米国大統領就任式やエリザベス2世の還暦記念祝典への参加のほか、フランス革命200周年記念行事でコンコルド広場において、「ラ・マルセイエーズ」を、1992年7月25日、バルセロナオリンピックの開会式と1996年に故郷であるジョージア州で開催されたアトランタ・オリンピックの開会式では「アメイジング・グレイス」を熱唱した。
オペラ歌手としての活動に加えて、定期的なリサイタルも開いており、アリアや芸術歌曲、黒人霊歌を謳っている。イギリスの女性作曲家ジュディス・ウィアの連作歌曲集《女・人生・歌 woman.life.song 》（カーネギー・ホールによる依嘱作品）を初演している。デューク・エリントンやミシェル・ルグランによるジャズ・アルバムも録音しており、ヴァンゲリスの「Mythodea」にも参加した。
ノーマンは、陰翳に富んだ表情と深みと張りのある声が特徴的である一方、詩と台本の内容や楽曲構成を把握した知的な解釈と、巧みにコントロールされた表現によって知られている。表向きの気位の高さと、和やかなユーモアの閃きが結び付いたステージマナーゆえに、オペラ界のディーヴァ（プリマドンナ）の由緒ある伝統にはっきりと位置を占めており、1981年のフランス映画「ディーヴァ」の着想源が彼女であると信じる人も多い。また、一般にディーヴァと呼ばれる歌手が避けがちな、新ウィーン楽派以降の新音楽にも取り組んでいる。とりわけシェーンベルクやアルバン・ベルクを得意としており、近年に来日した際にもシェーンベルクの1幕オペラ《期待》を披露した。

## 受賞歴
- 1997年 - ケネディ・センター名誉賞[1]。
- 2006年 - グラミー賞生涯業績賞（特別功労賞）[1]。
- 2009年 - アメリカの国民芸術勲章及びフランスのレジオンドヌール勲章[1]。

## 評価
9月11日はカリフォルニア州パサデナ市において「ジェシー・ノーマンの日」と定められている。これは、その日に同市のブレア・マグネット高校において彼女がコンサートを行なったことを記念して、パサデナ市長がその日を記念日として宣言したことによる。
郷里のオーガスタは、ノーマンの功績を称えて、1990年代初頭に、川辺にある円形劇場に彼女の名をつけた。2015年ウルフ賞芸術部門受賞。